# Schotterplaniermaschine

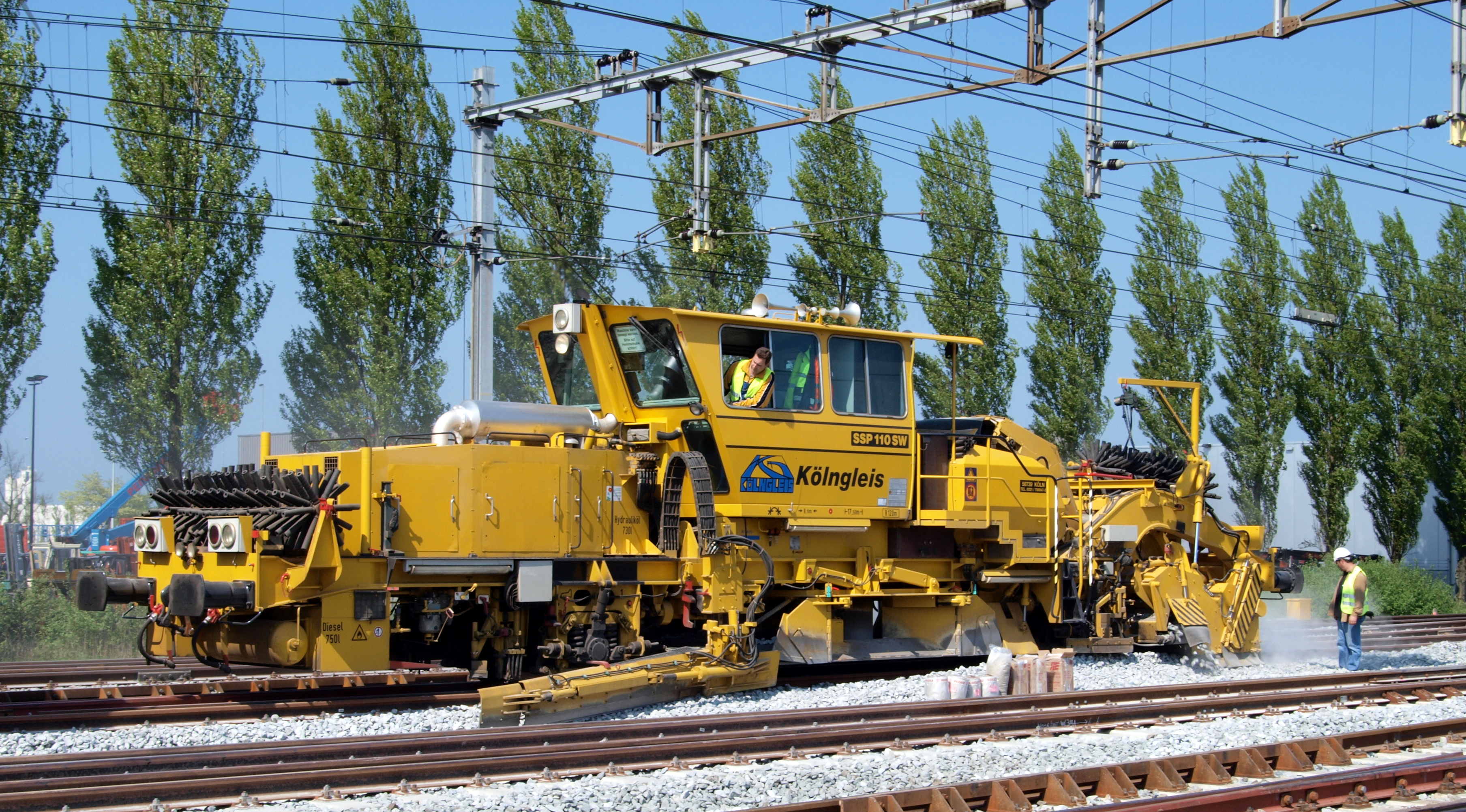
Schotterplaniermaschine SSP 110 des Herstellers Plasser & Theurer im Einsatz

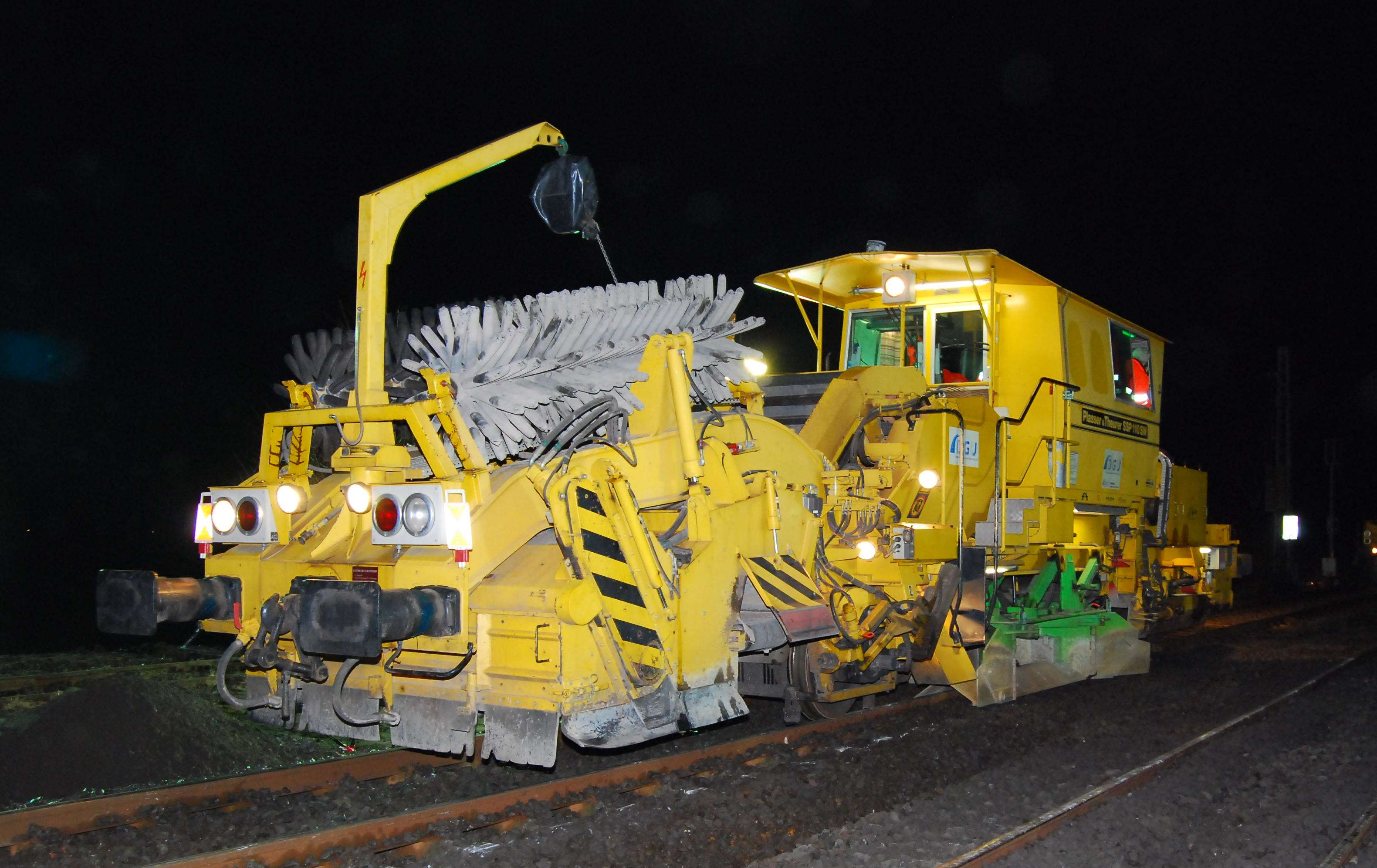
Schotterplaniermaschinen werden oft in nächtlichen Sperrpausen eingesetzt

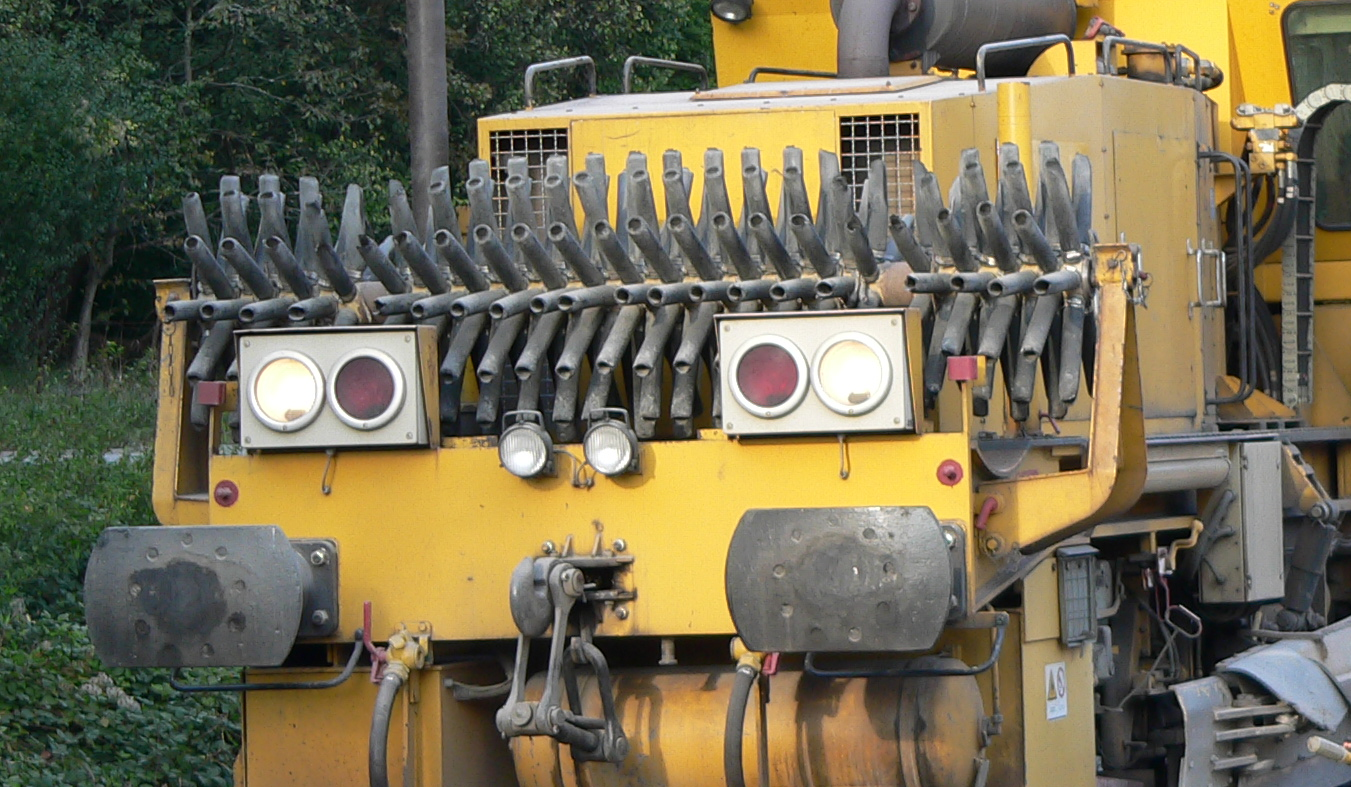
Kehrbesen zum Abkehren

Eine Schotterplaniermaschine ist eine Gleisbaumaschine, die zur Her- oder Wiederherstellung des Bettungsquerschnittes dient. Es existieren Schotterplaniermaschinen für alle üblichen Spurweiten, wie zum Beispiel Normalspur (1435 mm) und Schmalspur (1000 mm, 750 mm).

## Arbeitsweise
Eine Schotterplaniermaschine wird in der Regel in Kombination mit einer Gleisstopfmaschine eingesetzt. Die Stopfmaschine verdichtet den Schotter, während die Planiermaschine folgt und den Bettungsquerschnitt herstellt.
Eine Schotterplaniermaschine verfügt über Messgeräte zur Erfassung der Bettung vor dem Planiervorgang. Dies können beispielsweise lasergestützte Messgeräte sein, die ihre Daten an einen Messrechner weitergeben, welcher den aktuellen Zustand der Bettung mit einem Sollwert abgleicht. Bei einigen Maschinen können zusätzliche Sensoren außerdem die Größe des Schotters in den Bettungsflanken bestimmen.
Anschließend wird durch den Seitenpflug (oder Flankenpflug) die Böschungskante nach den Vorgaben des Infrastrukturbetreibers hergestellt. Dabei gibt es Toleranzen, deren Ausnutzung es ermöglicht, eine richtlinienkonforme Bettung durch einfachen Quertransport des Schotters über Mittelpflüge herzustellen. Effizienter sind Maschinen, die über einen Speicher wie einen Schottersilo verfügen oder an die eine Material-Förder- und Siloeinheit angeschlossen sind: An Stellen mit einem Schotterüberschuss kann Schotter aufgenommen und später dort, wo er benötigt wird, wieder abgegeben werden.
Bei Strecken, die mit Geschwindigkeiten von 140 km/h oder höher befahren werden, ist das Abkehren der Schwellenoberseite und Auskehren des Schotters durch eine Kehrvorrichtung nötig, um Schotteraufwirbelungen zu vermeiden. Das Abkehren erfolgt über Kehrbesen, die aus Elastomerwerkstoffen hergestellt werden.

## Zusatzausstattung
Zusätzliche Einrichtungen an einer Schotterplaniermaschine erhöhen den Wirkungsgrad des Fahrzeugs:
- Zur Aufbewahrung von überschüssigem Schotter können Schottersilos oder -bunker vorhanden sein, die üblicherweise ein Volumen von 5 bis 13 m³ haben und somit bis über 20 Tonnen Schotter speichern können. Durch das Auffangen und das spätere Wiederverwenden des beim Kehren entfernten Schotters werden Kosten beim Streckenbau gespart. In der Regel muss der Schotterbunker bei Überführungsfahrten aus Massegründen entleert sein. Manche Schotterplaniermaschinen sind mit Material-Förder- und Siloeinheiten kuppelbar: Durch Hinzufügen solcher Einheiten kann die aufnehmbare Schottermenge beliebig erhöht werden.[1]
- Der Seitenpflug einer Schotterplaniermaschine kann mit einer Ausschwenkbegrenzung ausgestattet sein. Bei einer Arbeiten an einer mehrgleisigen Bahnstrecke findet auf den Nachbargleisen des Baugleises oftmals regulärer Verkehr statt. Die Ausschwenkbegrenzung stellt in solchen Fällen sicher, dass der Seitenpflug nicht in das Lichtraumprofil des Nachbargleises hineinragt.
- Die Kehreinrichtung kann zweistufig ausgeführt sein. Damit ist es möglich, die Bettung in nur einem Durchgang zu profilieren und die Schwellen abzukehren. Klassische Schotterplanier- und -verteilmaschinen benötigen mindestens zwei Durchgänge. Um den Linienleiter der linienförmigen Zugbeeinflussung oder die Schienenbefestigung beim Abkehren nicht zu beschädigen, können Schutzbleche vorhanden sein.
- Um die Staubentwicklung beim Abkehren insbesondere bei neu gebauten Strecken zu verringern, gibt es Schotterplaniermaschinen mit eingebauter Nässeinrichtung.[1]